# Thông thảo
Thông thảo hay còn gọi thông thoát mộc (danh pháp khoa học: Tetrapanax papyrifer) là một loài thực vật có hoa trong Họ Cuồng (Araliaceae). Loài này được (Hook.) K.Koch miêu tả khoa học đầu tiên năm 1859.

## Hình ảnh

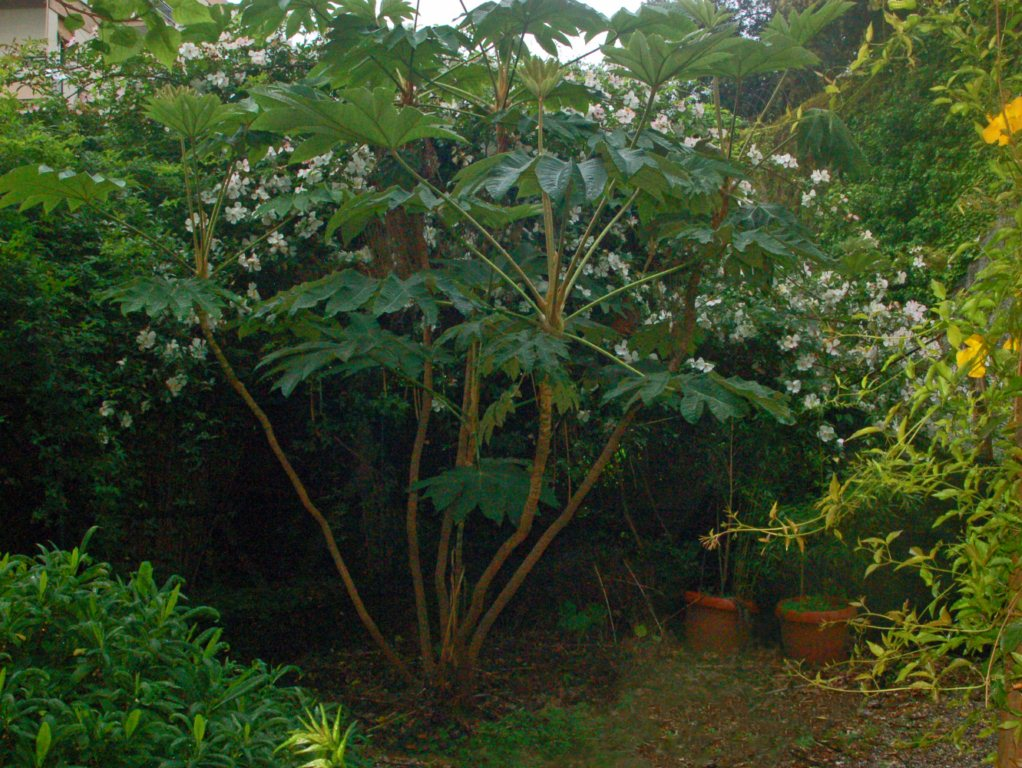
Tetrapanax papyrifer at the botanical garden of Villa Durazzo-Pallavicini, Genova
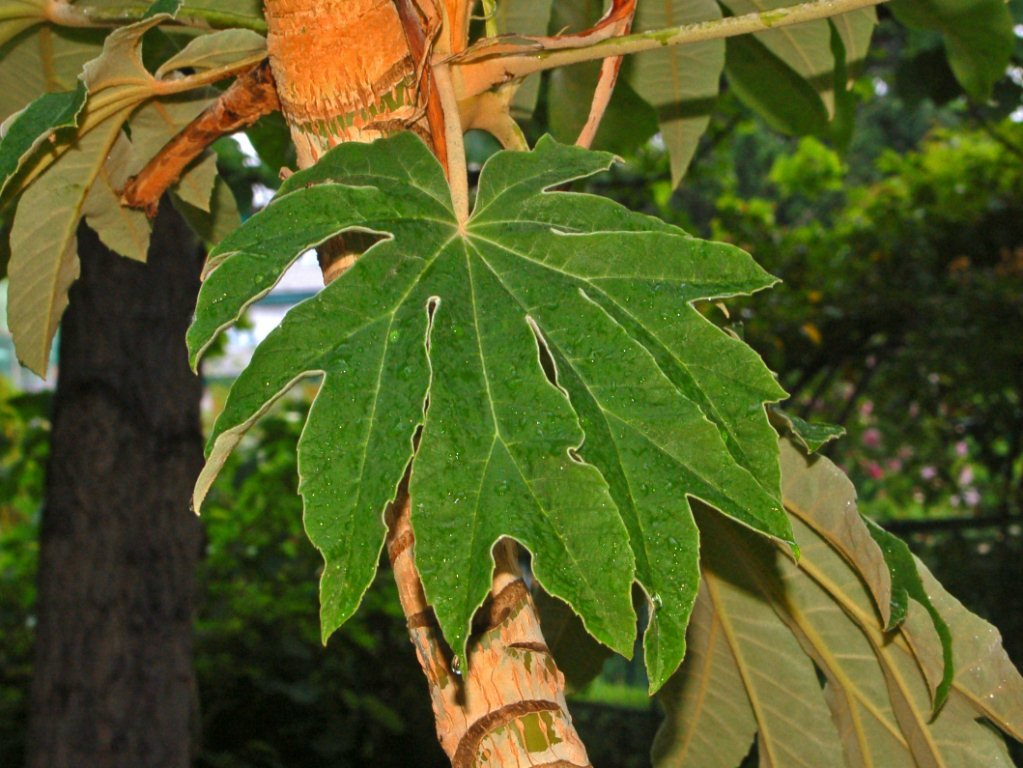
Leaf of Tetrapanax papyrifer
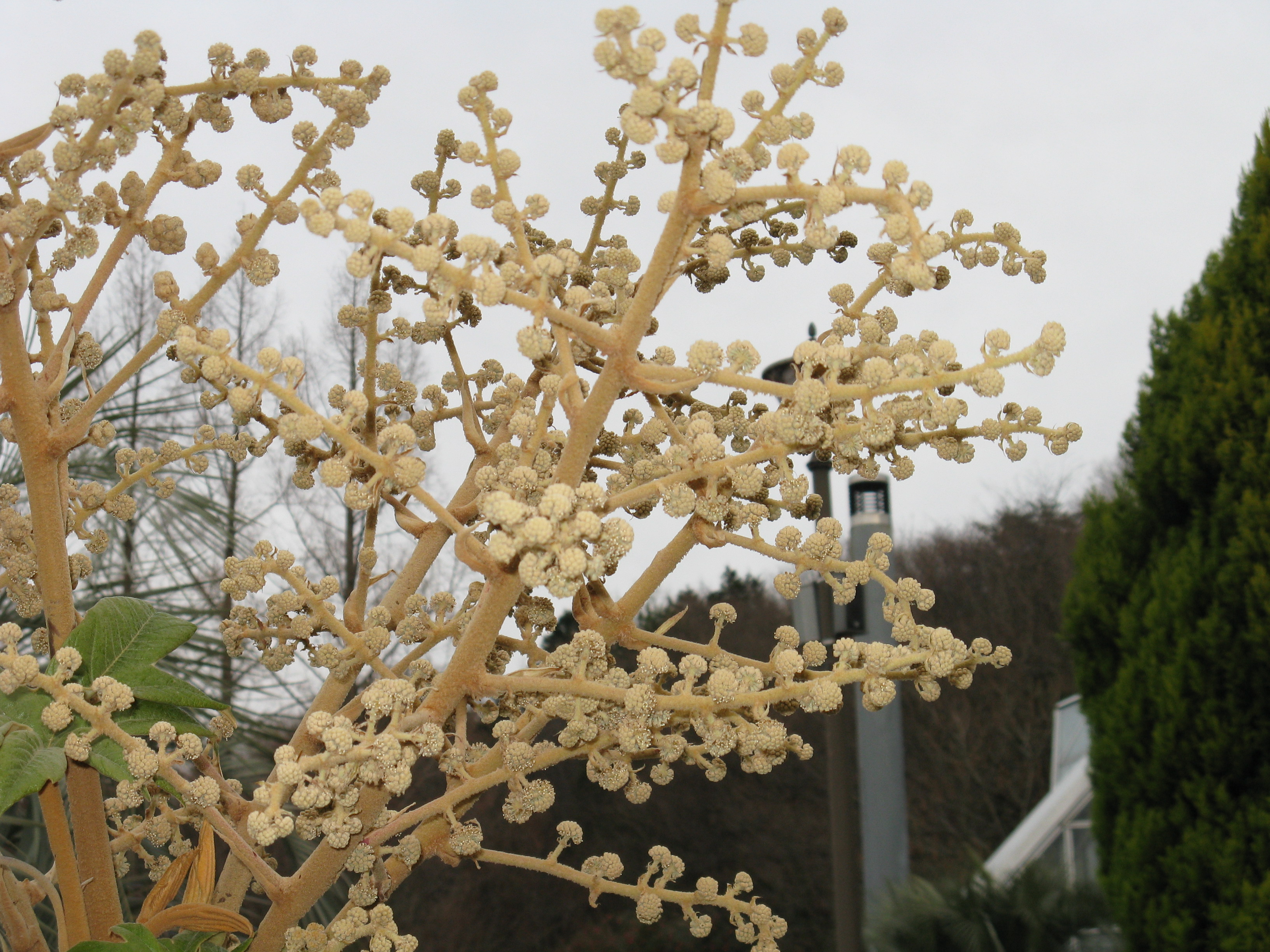
Inflorescence of Tetrapanax papyrifer